# Conti di Sabbioneta
I conti di Sabbioneta furono una nobile famiglia di età medievale e di antica origine, dotata di titolo comitale, stanziata patrimonialmente nel territorio al confine fra le attuali province di Brescia, Mantova, Verona e Cremona ed attestata dal secolo X al XII secolo.
Diedero origine ai conti di Casaloldo, ai conti di San Martino Gusnago, ai conti di Montichiari, Asola, Mosio, conti di Marcaria, e Redondesco, tutte famiglie che si affermarono nella metà del XII secolo e che presero il nome ciascuna dal feudo sede della loro residenza.

## Storia

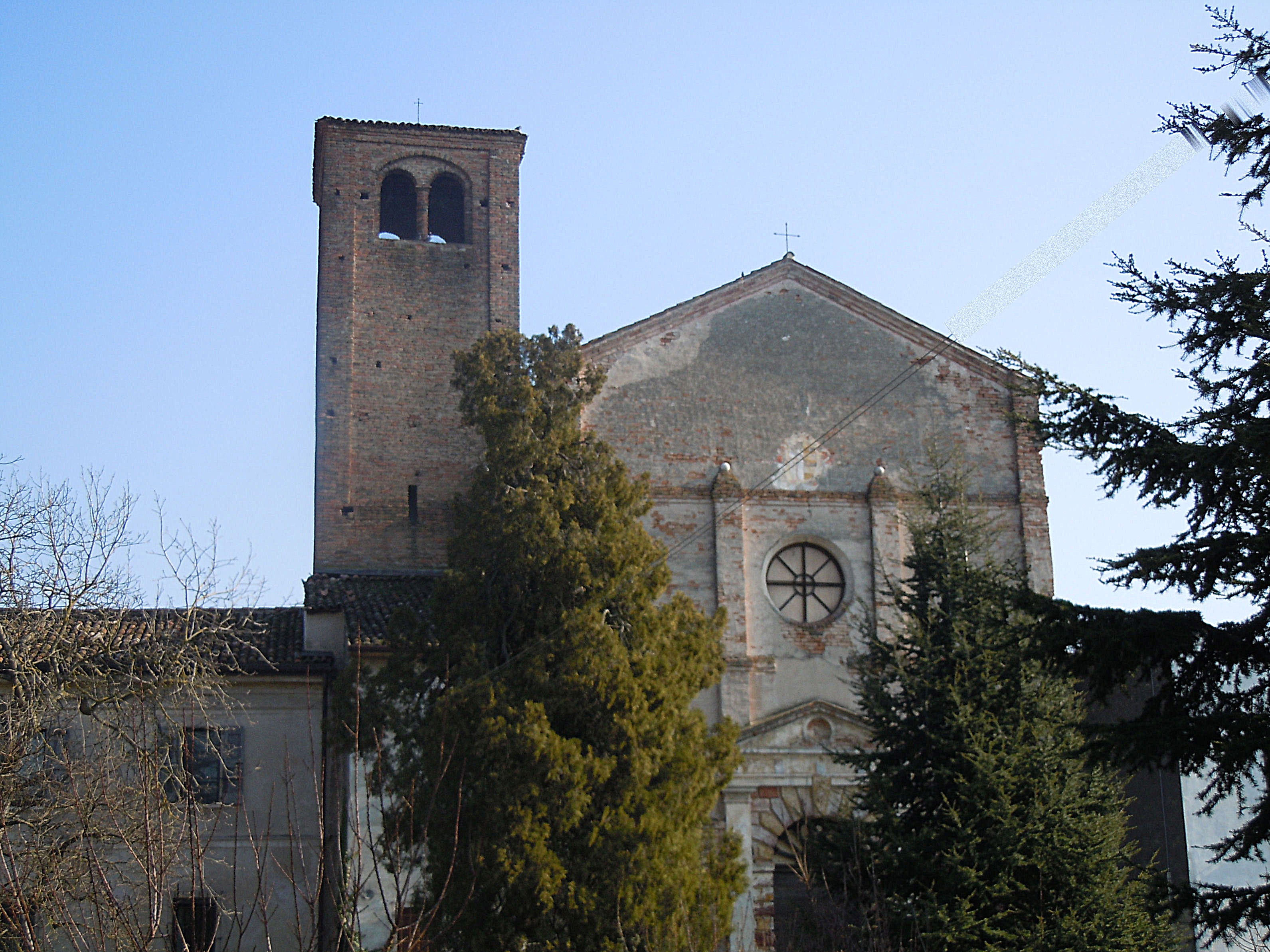
Oratorio di San Pietro (Gazzuolo)

Capostipite fu il conte palatino Oldelrico (Odelrico) (?-921) e sua moglie Leigarda (?-963?), figlia del conte Vifredo I (?-953?).
- Vifredo II (?-966?), citato in un atto del 966 come Vuifredus comes, al quale il vescovo di Cremona Liutprando concede una corte sita in località Belforte, ora in provincia di Mantova.
- Ugo I (X secolo), figlio di Vifredo II
- Bosone I (?-1033),[2] figlio di Ugo I
- Ugo II (XI secolo), figlio di Bosone I
- Adelaide (XI secolo), figlia di Bosone I, sposò Adalberto II degli Obertenghi. Furono i progenitori della casate Cybo-Malaspina, Parodi e Pallavicino
- Vifredo VI (?-1082), figlio di Ugo II, conte di Piacenza, sposò Adelasia Fontana di Piacenza, discendenti forse dei Gandolfingi, sorella di Gregorio, vescovo di Vercelli
- Bosone II (?-1085), figlio di Ugo II, fu conte di Desenzano
- Ugo III (?-1105), figlio di Bosone II, sposò la contessa Matilde, figlia del conte Egiberto (o Egibaldo o Regimbaldo) di Treviso
- Bosone III, figlio di Bosone II, religioso e arcidiacono della cattedrale di Parma
- Alberto (?-1116), figlio di Bosone II, conte, vassallo della contessa Matilde di Canossa
- Uberto (?-1119), figlio di Bosone II, conte, vicario imperiale di Asola e signore di Marcaria
- Gisla (?-1105), figlia di Bosone II, sposò Turrisendo II della famiglia dei Turrisendi di Verona
- Ugolino (?-1121), figlio di Ugo III

Faceva probabilmente parte della famiglia anche il santo Alberto di Gerusalemme, nato nel 1149 e morto nel 1214, che fu Patriarca di Gerusalemme.

## Genealogia essenziale
- Olderico e Leigarda
  - Vifredo II
    - Ugo I
      - Bosone I
        - Adelaide
        - Ugo II
          - Vifredo VI
          - Bosone II e Donella
            - Ugo III
            - Alberto di Sabbioneta
            - Bosone III
            - Uberto di Sabbioneta
            - Gisla
            - Ugolino